# Ellern (Hunsrück)
Ellern település Németországban, Rajna-vidék-Pfalz tartományban. Lakosainak száma 908 fő (2023. december 31.).

## Népesség
A település népességének változása:
| Lakosok száma | 627  | 846  | 856  | 897  | 927  | 908  |
|               | 1975 | 2017 | 2019 | 2021 | 2022 | 2023 |